# Reimar Gilsenbach
Reimar Gilsenbach (Voerde, 16 settembre 1925 – Brodowin, 22 novembre 2001) è stato uno scrittore, giornalista e attivista tedesco per l'ambiente e i diritti umani nella Repubblica Democratica Tedesca (RDT). Ha svolto un ruolo chiave nel plasmare il movimento indipendente per la pace e l'ambiente nella Germania dell'Est.

## Biografia
Gilsenbach crebbe nei primi anni a Dinslaken nel Basso Reno e trascorse la sua giovinezza a Fördergersdorf e Dresda. Reclutato nella Wehrmacht nel 1944 e schierato a Narwa sul fronte orientale, disertò l'Armata Rossa. Impiegato brevemente in un gruppo antifascista, rifiutò di sottomettersi alle strutture del comitato nazionale per la Germania libera che gli valsero la prigionia sovietica per diversi anni.
Fu solo nel 1948 che Gilsenbach tornò in Germania e divenne giornalista per il Sächsische Zeitung di Dresda. Successivamente si indirizzò professionalmente verso la conservazione della natura e divenne editore della nuova rivista Natur und Heimat, una rivista mensile con le immagini della German Culture Association di Berlino, pubblicata dalla cosiddetta Commissione centrale per gli amici della natura e della patria e dalla casa editrice federale Urania a Lipsia e Jena. Dall'ottobre 1962 la rivista fu fusa con la pubblicazione Wissens und Leben.
Negli anni '50 Gilsenbach combatté per l'istituzione di un parco nazionale nella Svizzera sassone e criticò apertamente il ministro dell'agricoltura della Repubblica Democratica Tedesca, che all'epoca ne era responsabile. Come scrittore, si dedicò sempre di più alle questioni ambientali. Il suo libro Die Erde dürstet del 1961 si occupava già della scarsità d'acqua a livello mondiale e richiedeva l'uso responsabile dell'acqua come risorsa.
Gilsenbach fu eletto nel consiglio centrale della Gesellschaft für Natur und Umwelt (Società per la natura e l'ambiente). In questo ruolo, e trasferitosi nel villaggio di Brodowin, creò nel 1981 i colloqui di Brodowin, discussioni fatte insieme ad artisti e scienziati della repubblica in cui le tematiche ambientali erano discusse apertamente e criticamente. Nel 1989 i tentativi di riforma della Società per la natura e l'ambiente però fallirono.
Gilsenbach sostenne la protezione e i diritti delle persone in pericolo. Nella Repubblica Democratica Tedesca combatté per il riconoscimento di Sinti e Rom come vittime del regime nazista. Gilsenbach è l'autore di due volumi di una Cronaca mondiale degli zingari, per i quali studiò per anni. Nell'Associazione per i popoli primitivi, lavorò per migliorare le condizioni di vita degli ultimi popoli indigeni nella regione amazzonica.
Nel 1994 Gilsenbach ricevette il premio Erwin Strittmatter per la letteratura ambientale dallo stato di Brandeburgo. Soprattutto negli ultimi anni della sua vita, la maggior parte dei progetti sono stati realizzati con il supporto di sua moglie, la cantante e pubblicista Hannelore Kurth-Gilsenbach.

## Opere
- Die Erde dürstet, Urania, Leipzig (1961)
- Sächsische Schweiz, con foto di Willy Pritsche, F. A. Brockhaus, Leipzig (1963)
- Der Schatz im Acker, Kinderbuchverlag, Berlino (1966)
- Der Ewige Sindbad. Merkwürdige Historie phantastischer Reisen zu Lande, zur See und ins All, Kinderbuchverlag, Berlino (1988)
- Peter entdeckt die Welt (1967)
- Rund um die Erde, Kinderbuchverlag Berlin (1973)
- Schönheit der Flüsse und Seen, Greifen, Rudolstadt (1976)
- Jakobsleiter oder: Mühsamer Aufstieg, Glanz und Entsagung des Zirkusdresseurs Hermann Ullmann, Henschel, Berlino (1986)
- Verfolgte ohne Heimat. Beiträge zur Geschichte der Sinti und Roma, con Joachim S. Hohmann (1992), ISBN 3932725190[4]
- Weltchronik der Zigeuner: Von den Anfängen bis 1599, P. Lang, Francoforte (1997)[5]
- Wer wusste was? Wer will nichts wissen?, Verlag Staatliches Museum Auschwitz-Birkenau, Oświęcim (1998), ISBN 83-85047-06-9
- O Django, sing deinen Zorn. Sinti und Roma unter den Deutschen, Basis, Berlino (1997), ISBN 3-86163-054-0
- Wer im Gleichschritt marschiert, geht in die falsche Richtung. Ein biografisches Selbstbildnis, Westkreuz, Berlino (2004), ISBN 3-929592-69-X
- Feinderklärung und Prävention. Kriminalbiologie, Zigeunerforschung und Asozialenpolitik, Rotbuch, Berlino (1988), ISBN 3880229554
- Was ist Was. Band 44: Die Bibel. Das Alte Testament, Tessloff, Norimberga (2010), ISBN 3-788-60284-8

## Film
- Michael Schehl e Guntram Fink: Widerstanden, überlebt. Deserteure während des 2. Weltkriegs, documentario del 1994, 146 minuti.